# 今井胡桃
今井 胡桃（いまい くるみ、1999年9月24日 - ）は、日本のプロフェッショナル・スノーボーダー。

## 人物
長野県上田市出身。上田市立丸子北中学校⇒佐久長聖高等学校卒業。
父親と兄がスノーボードをやっていたこともあり、自身も5歳でスノーボードを始める。その一方では兄が剣道をやっており、胡桃も小学校に入学後、剣道を始め、激しい稽古を続けながら小学校の6年間頑張り通した。
スノーボードでは小学校2年の時（8歳）で地元のハーフパイプ草大会に出場したが、その大会で優勝できなかったことが悔しくて堪らず、競技へのめり込むきっかけになったという。
小学校5年の時、2011年の第29回全日本スノーボード選手権大会（新潟県・石打丸山スキー場）に出場して女子ハーフパイプ一般の部で決勝に残り、82.75点をマークして初優勝を飾る。これによりプロ資格を取得。
2014年、中学校2年の時に全日本スキー選手権大会スノーボード競技（北海道・ニセコHANAZONOリゾート）女子ハーフパイプにて史上最年少優勝を達成した。
FISワールドカップシリーズには2015-2016シーズンから参戦を開始、2016年2月14日に北海道・札幌市のさっぽろばんけいスキー場で開催されたFISワールドカップ札幌大会の女子ハーフパイプがデビュー戦となり、14位となっている。
2017年の冬季アジア大会（北海道・札幌市）では日本代表として女子ハーフパイプに出場し、3位（銅メダル）を獲得した。
2018年平昌オリンピックでは女子ハーフパイプ日本代表に選出される。本番では高難度の技を出すことが出来ず、2回滑走の1回目の54.75が最高で15位となり予選通過はならなかった。
オリンピック終了後に佐久長聖高等学校を卒業すると共に、2022年北京オリンピックを目指して松本大学に進学することを発表した。
2022年北京オリンピックのスノーボード競技女子ハーフパイプでは予選に出場したが、点数が伸びず15位に終わり決勝に進めなかった。本人はこれで選手生活をやり切ったと感じ「次に進むタイミング」と整理が付いたということで2022年夏に現役引退を表明。平昌オリンピックの時に初めて付けたネイルを見て不安な気持ちが明るくなったことを思い出したことでネイリストになることを目指し、日本ネイリスト協会初級の資格を取得。2023年1月から姉と一緒に長野県東御市内で美容サロンを経営。スポーツ選手の爪のケアをする、アスリートネイルも専門としている。